# Nigger
Na língua inglesa, a palavra nigger é um insulto racial muito grave, geralmente direcionado a pessoas negras. O insulto provavelmente surgiu no século XVIII como uma derivação da palavra negro da língua espanhola e da língua portuguesa, descendendo do adjetivo em latim niger, que significa negro. Foi usada de forma pejorativa e, a partir de meados do século XX, em especial nos Estados Unidos, tornou-se uma palavra fortemente ofensiva, como um insulto racista.
A partir da década de 1980, as referências a nigger, por ter forte teor racista, foram progressivamente substituídas pelo eufemismo "The N-word" (A palavra com N), principalmente nos casos em que nigger é mencionado, mas não usado diretamente. Como exemplo de re-apropriação linguística, o termo nigger também é usado casualmente e fraternalmente entre os negros americanos, mais comumente na forma de nigga, cuja ortografia se originou do sistema fonológico do inglês afro-americano. Em inglês, preferiu-se amplamente usar black (preto, em português literal), como se pode ver no movimento Black power.[carece de fontes?]